# Audre colchis
Audre colchis är en fjärilsart som beskrevs av Felder 1865. Audre colchis ingår i släktet Audre och familjen Riodinidae. Inga underarter finns listade i Catalogue of Life.